# 索普拉自由堡
索普拉自由堡（義大利語：Castelfranco di Sopra）原为意大利托斯卡纳大区阿雷佐省的一个市镇。总面积37.62平方公里，人口3075人，人口密度81.7人/平方公里（2009年）。ISTAT代码为051009。
2014年1月1日，索普拉自由堡与皮安迪斯科市镇合并为新的皮安迪斯科自由堡市镇。而索普拉自由堡则成为新市镇的一个分区。